# Leo Jud
Leo Jud (* Guémar, Alsácia, 1482 — Zurique, 19 de Junho de 1542) foi teólogo e reformador suíço. Esteve ligado à Reforma que Zuínglio e Bulllinger realizaram em Zurique, sendo um dos autores da primeira Confissão Helvética, realizada em 1536. Foi sucessor de Zuínglio como sacerdote em Einsiedeln, em 1519, e seu braço direito em todas as disputas e controvérsias que este participou. Como tinha uma bela voz, foi também cantor, músico e poeta. Traduziu o Velho Testamento a partir do inglês, sendo considerado a sua melhor obra.

## Publicações
- Katechismen, Zurique, 1534
- Herr Christ, ich bin Dein eigen!. Kassel, 1951
- Imitação de Cristo (tradução), de Tomás de Kémpis
- Do Espírito e a Letra (tradução), de Agostinho de Hipona
- Ad Philippenses annotatiuncula - 1531
- In evangelicam historiam adnotationes - 1539
- In Exodum Alia Farraginis Annotationum particula - 1527
- Farrago Annotationum in Genesim - 1527
- An den Durchlüchtigesten Fürsten und Herren, Herrn Philippen, Landgraaff in ... - 1531